# Monaco Vecchia

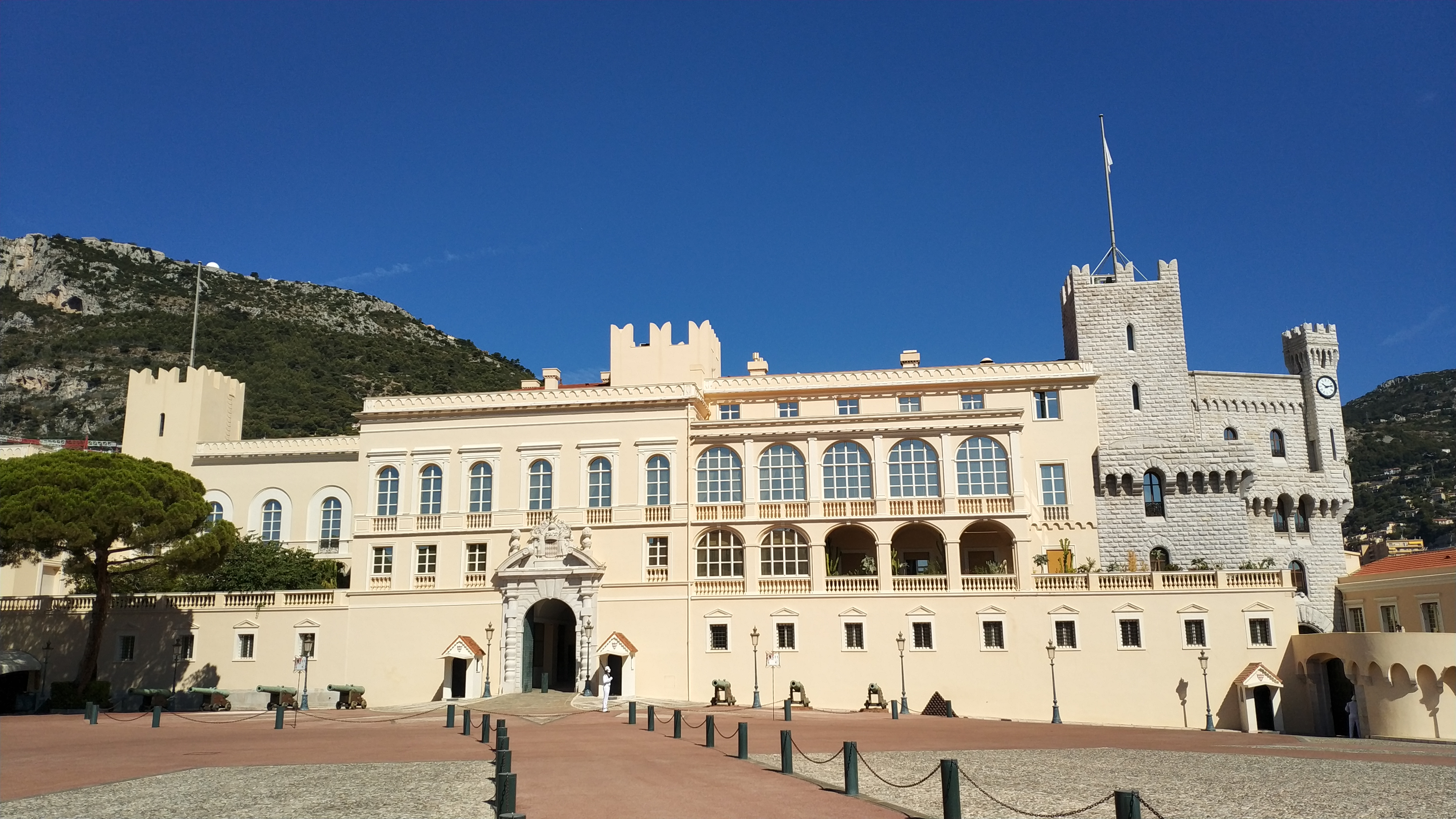
Palazzo dei Principi a Monaco Vecchia

Monaco Vecchia (in francese Monaco-Ville, in monegasco Mu̍negu), talvolta informalmente nota come Le Rocher (in italiano La Rocca), è uno dei quattro quartieri principali del comune di Monaco.
Sorge sull'originario nucleo fortificato ed è perciò il centro storico del piccolo stato, di cui ospita pure i principali edifici pubblici: il Palazzo del Principe, il Municipio, il Palazzo del Governo, il Consiglio Nazionale (parlamento di Monaco), il Palazzo di Giustizia coi tribunali e una prigione, nonché la Cattedrale ed il Museo Oceanografico.
Secondo il censimento del 2008 a Monaco Vecchia risiedono 975 persone.

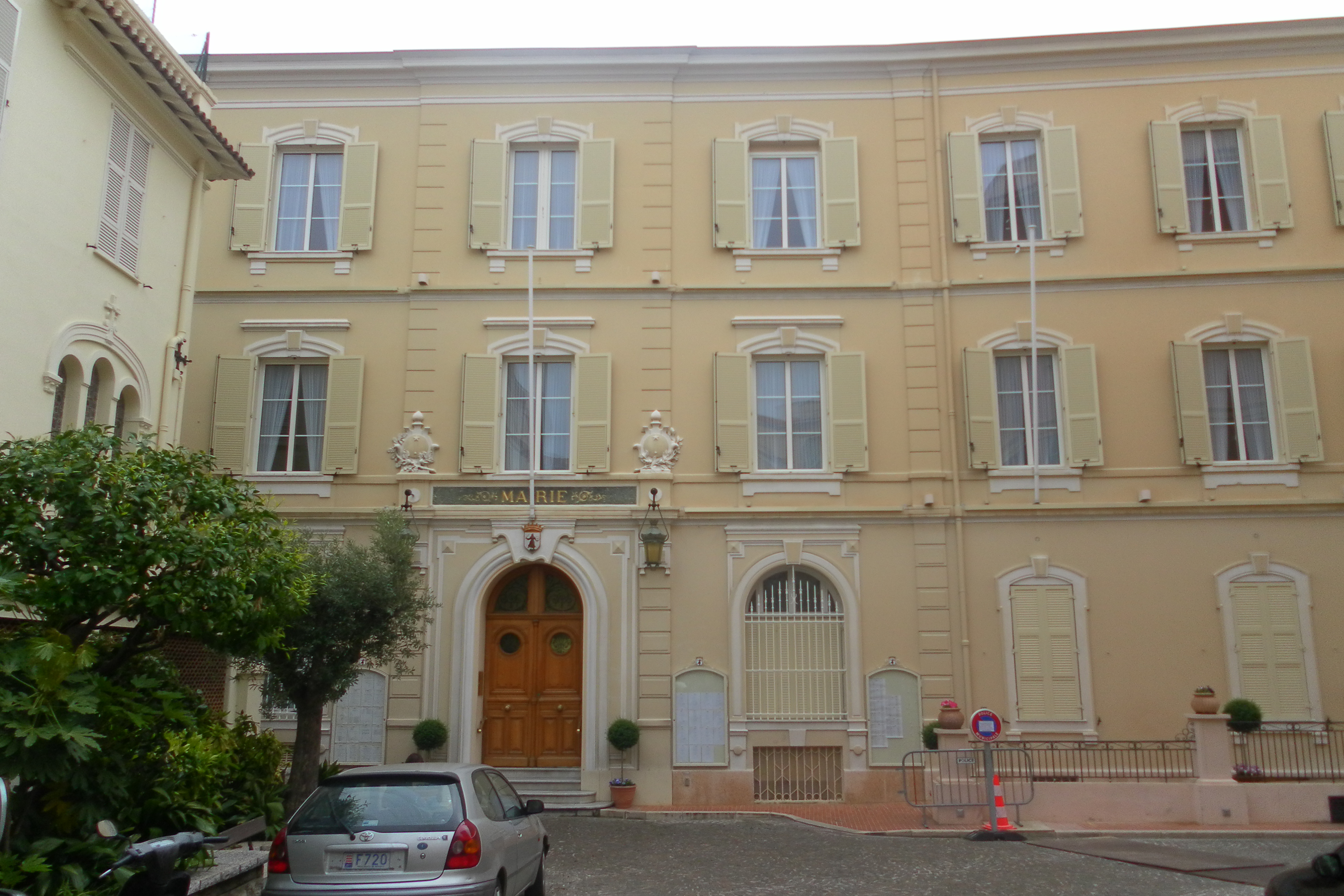
Palazzo del Municipio del Comune di Monaco

## Società

### Evoluzione demografica
Abitanti censiti

## Monumenti e luoghi d'interesse

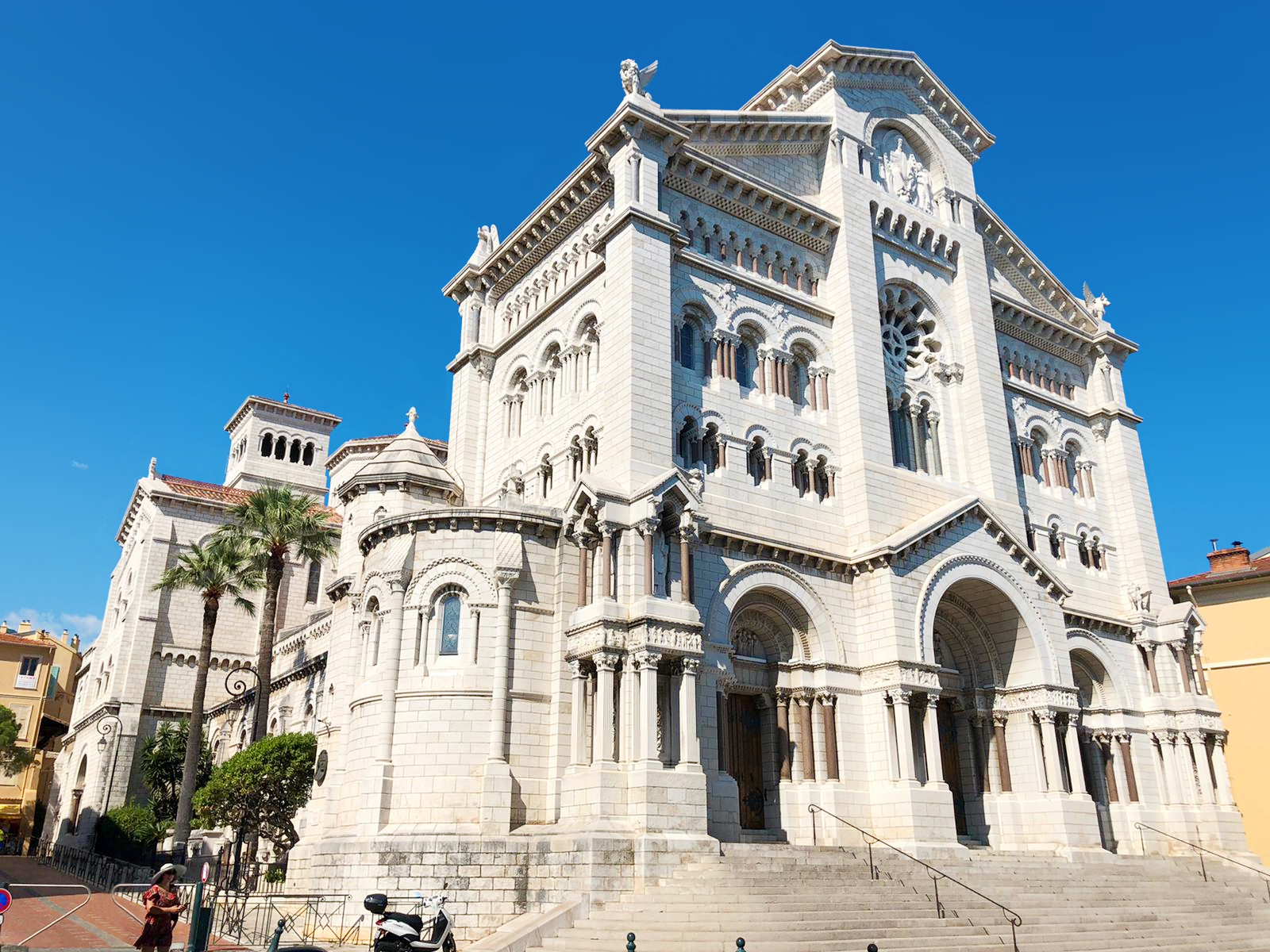
Cattedrale dell'Immacolata Concezione

- Cattedrale dell'Immacolata ConcezionePalazzo dei Principi: residenza ufficiale del Principe di Monaco
- Cattedrale dell'Immacolata Concezione: chiesa principale dell'Arcidiocesi di Monaco
- Palazzo del Consiglio di Stato: sede del Parlamento monegasco
- Museo Oceanografico: museo principale di Monaco Vecchia
- Carcere di Monaco
- Municipio del Comune di Monaco

## Voci correlate

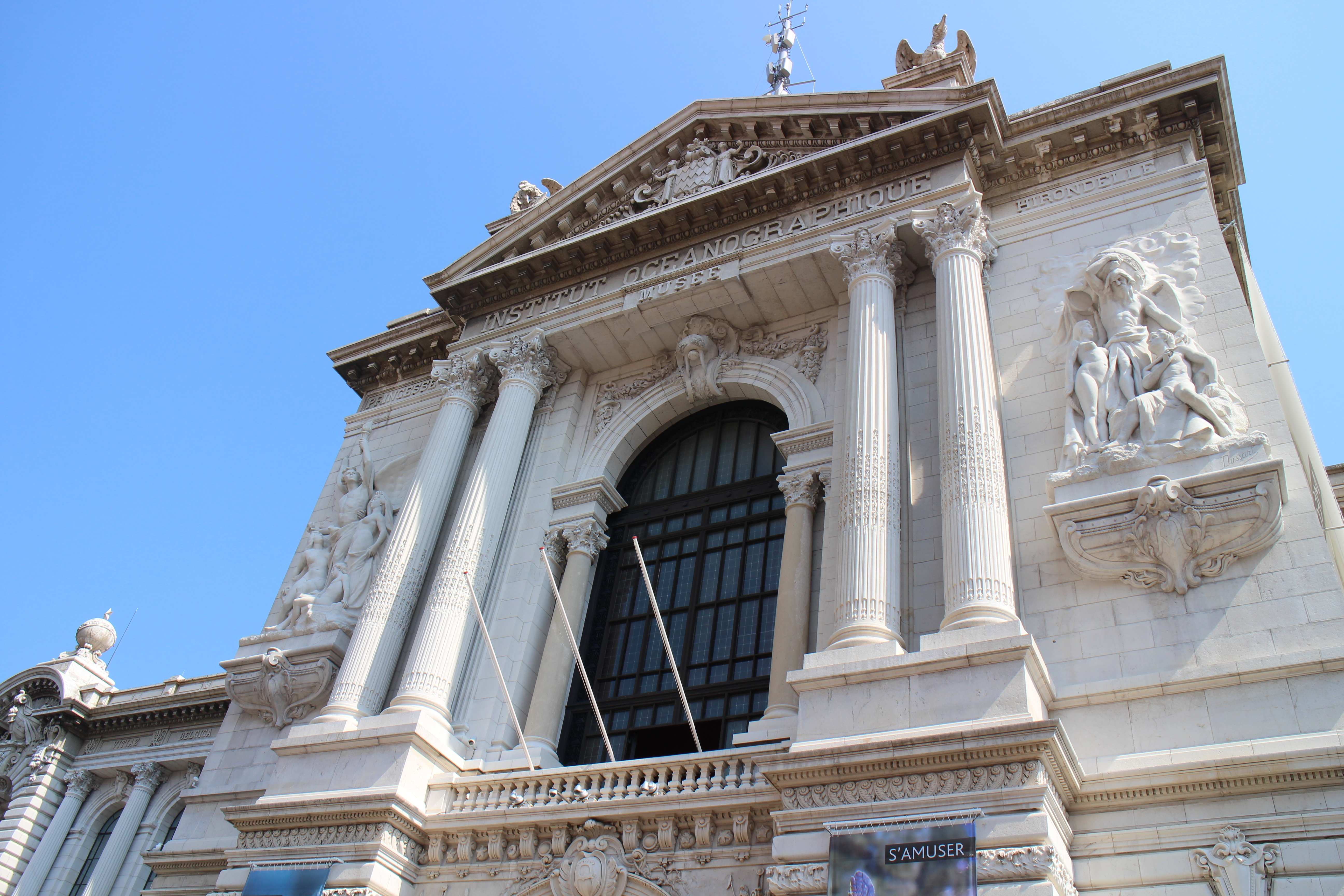
Facciata del Museo Oceanografico